# Волга (Гомельская область)
Волга (бел. Волга) —упразднённый посёлок в Заспенском сельсовете Речицкого района Гомельской области Белоруссии.
До 31 октября 2006 года в составе Свиридовичского сельсовета.

## История
12 августа 2011 года посёлок упразднён.